# میان‌بر پیچان‌رود

پویانمایی تشکیل یک دریاچه طوقی

میان‌بر پیچان‌رود (انگلیسی: Meander cutoff) هنگامی پدید می‌آید که پیچ و خم یک پیچان‌رود بریده شده و دو قسمت نزدیک پیچ رودخانه به هم متصل می‌شوند. این پدیده باعث باعث از بین رفتن پیچان‌رود و ادامه یافتن رودخانه به‌صورت مستقیم می‌شود. میان‌برهای پیچان‌رودی بخشی از فرایند طبیعی تکامل پیچان‌رودها به‌شمار می‌رود و به‌صورت مصنوعی نیز جهت کاهش طول پیچان‌رودها در اهداف ترابری و ناوبری استفاده می‌شوند. گاهی بخش راکد پیچان‌رود دریاچه طوقی را پدیدمی‌آورد.